# Жирар-де-Сукантон, Иоганн Карл
Иоганн Карл Жирар-де-Сукантон (также известен как Жан-Шарль Жирар де Сукантон, Иоганн-Карл Иоганнович-Карлович Жирард де Сукантон; нем. Johann Karl Girard de Soucanton; 21 июня [2 июля] 1785, Ревель ― 10 декабря [22 декабря] 1868, там же) ― российский предприниматель и политик. Бургомистр Ревеля в 1837―1864 годах.

## Биография

### Происхождение
Семья Жирара изначально происходила из французской сельской провинции Лангедок-Руссильон. В первой половине XVIII некоторые её представители переехали в северную Германию, а затем оттуда ― в Российскую империю. Сами Жирары де Сукантоны утверждали, что они были гугенотами и были вынуждены покинуть Францию из-за религиозных гонений. В 1770 году в России поселился Иоганн Карл Жирар (1732―1799), отец Иоганна Карла Жирар де Сукантон, обосновавшись в Ревеле. Четыре года спустя он был принят в русское подданство.
Успешно занимался торговлей в Балтийском регионе. Вступил в брак с богатой представительницей местных купеческих кругов, а в 1782 году, через наследство своей жены, стал собственником иностранной торговой компании Томас Клейхиллс и сын. Супруга Иоганна Карла-старшего и, соответственно, мать Иоганна Карла-младшего, Анна Доротея Хетлинг (1746―1815), была дочерью главы магистрата Ревеля Карла Николауса Хетлинга и братом первого мэра Ревеля Вильгельма Хетлинга (1707―1781).

### Политическая и предпринимательская деятельность
Иоганн Карл-младший родился 21 июня 1785 года. После смерти отца в 1799 году унаследовал фирму Томас Клейхиллс и сын (Thomas Clayhills & Son), хотя и не мог сразу ею распоряжаться из-за своего малолетства. Компания была основана ещё в 1633 году, за всю историю своего существования переходила в собственность разным семьям и меняла название; ныне считается старейшей в своём роде в Эстонии. В 1829 году построил ткацкую фабрику в Кярдле, а впоследствии также провёл железнодорожную линию между Ревелем и Санкт-Петербургом, открытие которой в 1870 году, правда, произошло уже после его смерти. Так или иначе, железная дорога принесла с собой прорыв для начала индустриализации Эстонии, во много раз увеличив оборот товаров.

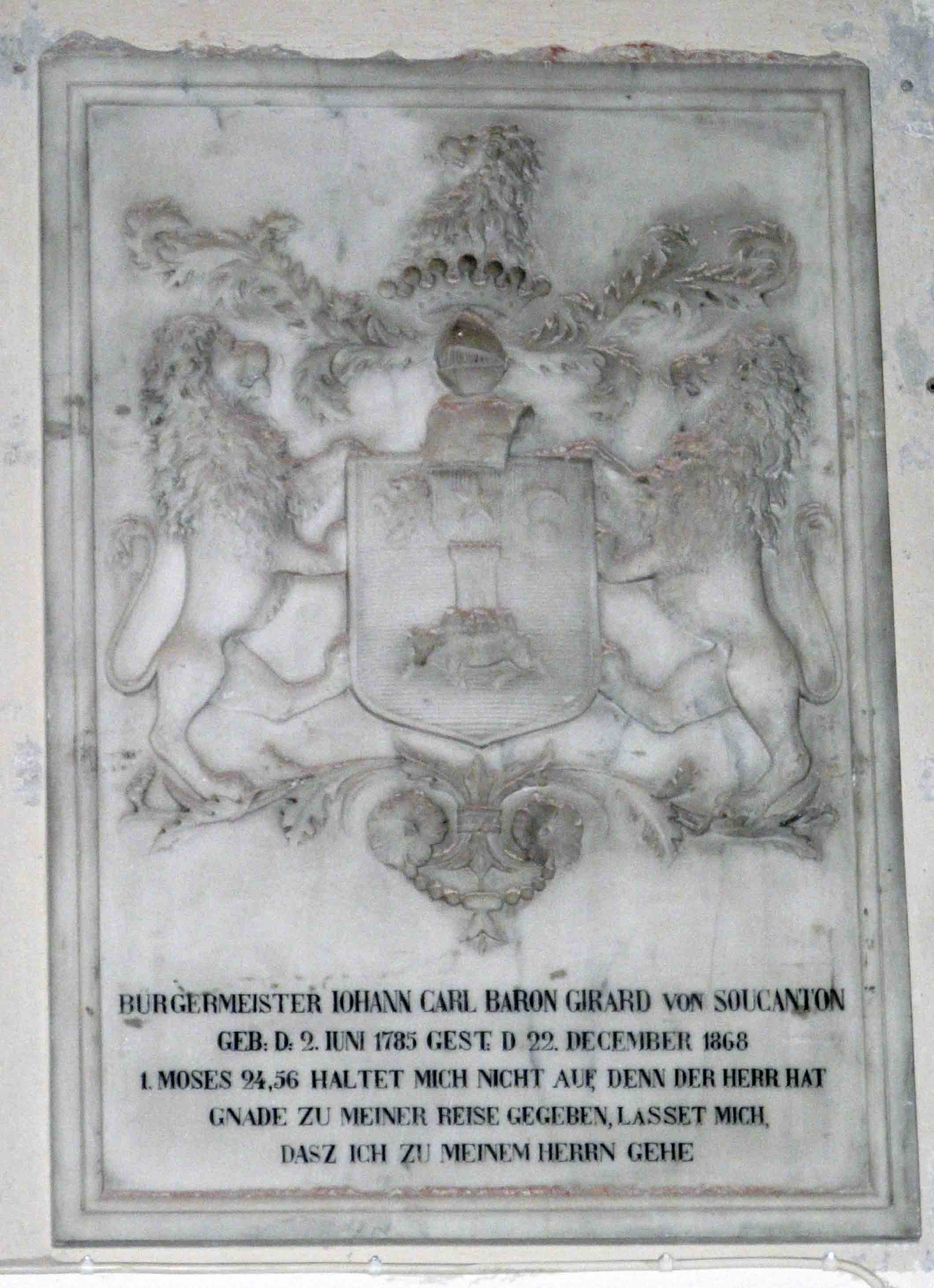
Эпитафия Иоганна Карла в Церкви Святого Олафа, Таллин

Иоганн Карл Жирар де Сукантон владел имением в городе Кунда (с 1851 года) и в селе Рэа. Имел почётное звание коммерции советника, был французским консулом в Ревеле.
В 1826―1837 годах был членом городского совета и его казначеем. С 1837 по 1864 год занимал пост бургомистра Ревеля.
10 декабря 1862 года указом императора Александра II род Жирар де Сукантон за заслуги Иоганна Карла на поприще обширной торговой деятельности был возведён в баронское достоинство. Диплом, подтверждающий дворянское достоинство, был выдан 2 апреля 1865 года. 13 марта 1865 года имя семьи было внесено в матрикул Эстляндского рыцарства.

### Личная жизнь
10 июня 1810 года Карл Иоганн женился на Адлиге Элеоноре Кристине Иоганне фон Шойрман (Adlige Eleonore Christina Johanna von Scheurmann; 1786―1861). В браке родилось девять детей.
Сыновья Эдмунд Жирар де Сукантон (1810―1861) и Артур Жирар де Сукантон (1813―1884) впоследствии стали во главе компании Томас Клейхиллс и сын. Второй сын, Теодольф Жирар де Сукантон (1812―1878) ― полковник лейб-гвардии Семёновского полка. Младший сын Иоганн Карл «Джон» Жирар де Сукантон (1826―1896) основал цементный завод в Кунде.